# Râul Panic
Râul Panic este un curs de apă, afluent al râului Zalău.

## Harti
- Harta Județului Sălaj  Arhivat în 30 septembrie 2013, la Wayback Machine.